# Kategorie pociągów w Polsce
| Przewoźnik | Kategoria | Kategoria                  | Uwagi                                                     |
| --- | --------- | -------------------------- | --------------------------------------------------------- |
| PKP Intercity (PKP IC) | EIP       | Express InterCity Premium  | od grudnia 2014 r.                                        |
| PKP Intercity (PKP IC) | EIC       | Express InterCity          |                                                           |
| PKP Intercity (PKP IC) | IC        | InterCity                  | od grudnia 2014 r.                                        |
| PKP Intercity (PKP IC) | TLK       | Twoje Linie Kolejowe       |                                                           |
| PKP IC uruchamia także międzynarodowe pociągi o markach: Eurocity oraz EuroNight, które na odcinkach krajowych jeżdżą jako EIC lub IC. |           |                            |                                                           |
| Polregio (PR) | R         | REGIO                      |                                                           |
| Polregio (PR) | RP        | przyspieszony pociąg REGIO |                                                           |
| Polregio (PR) | iR        | interREGIO                 | pociągi kursujące między Łodzią, a Warszawą               |
| Polregio (PR) | sR        | superREGIO                 | pociągi przyspieszone na dalszych trasach                 |
| Koleje Śląskie (KŚ) | Os        | Osobowy                    |                                                           |
| Koleje Śląskie (KŚ) | OsP       | Osobowy przyspieszony      |                                                           |
| PKP Szybka Kolej Miejska (PKP SKM) |           | Osobowy                    |                                                           |
| PKP Szybka Kolej Miejska (PKP SKM) | Sprinter  |                            |                                                           |
| Szybka Kolej Miejska w Warszawie (SKMW)                                                                                                |           | Osobowy                    |                                                           |
| Arriva RP | Os        | Osobowy                    |                                                           |
| Koleje Dolnośląskie (KD) | Os        | Osobowy                    |                                                           |
| Koleje Dolnośląskie (KD) | OsP       | Osobowy przyspieszony      |                                                           |
| Koleje Dolnośląskie (KD) | P         | Premium                    | pociągi kursujące między Wrocławiem, a Berlinem           |
| Koleje Mazowieckie (KM) | Os        | Osobowy                    |                                                           |
| Koleje Mazowieckie (KM) | OsP       | Osobowy przyspieszony      |                                                           |
| Koleje Mazowieckie (KM) |           | "Słoneczny"                | kursuje od 25 czerwca do 31 sierpnia                      |
| Koleje Mazowieckie (KM) |           | "Słoneczny BIS"            | kursuje od 25 czerwca do 31 sierpnia (niedziele i święta) |
| Koleje Mazowieckie (KM) |           | "Dragon"                   | obecnie nie kursuje                                       |
| Koleje Wielkopolskie (KW) | Os        | Osobowy                    |                                                           |
| Koleje Wielkopolskie (KW) | OsP       | Osobowy przyspieszony      |                                                           |
| Warszawska Kolej Dojazdowa (WKD) |           | Osobowy                    |                                                           |
| Łódzka Kolej Aglomeracyjna (ŁKA) | Ł         | ŁKA                        |                                                           |
| Łódzka Kolej Aglomeracyjna (ŁKA) | ŁP        | ŁKA przyspieszony          |                                                           |
| Łódzka Kolej Aglomeracyjna (ŁKA) | ŁS        | ŁKA Sprinter               |                                                           |
| Koleje Małopolskie | Os        | Osobowy                    |                                                           |
| Koleje Małopolskie | OsP       | Osobowy przyspieszony      |                                                           |
| PKP Cargo |           | Okazjonalny                |                                                           |
| Usedomer Bäderbahn (UBB) |           | Osobowy                    | niemiecki przewoźnik                                      |
| Leo Express | Ex        | LEO Express                | czeski przewoźnik                                         |
| Koleje wąskotorowe |           | Osobowy                    |                                                           |

## Klasyfikacja PKP PLK
PKP Polskie Linie Kolejowe stosują odmienny od przewoźników podział na kategorie. Każdy pociąg poruszający się po sieci PKP PLK musi być określony według klasyfikacji stosowanej przez PKP PLK (w podpunktach podano jakie rodzaje pociągów są zakwalifikowane do danej kategorii. Podział jest następujący:
- EuroCity (EC);
  - EuroCity
  - Express InterCity
  - InterCity
- EuroNight (EN);
  - Express InterCity
  - InterCity
- ekspresowy InterCity (dawniej InterCity) (EI):
  - Express InterCity Premium,
  - Express InterCity,
  - InterCity (większość);
- ekspresowy (EX)
- międzywojewódzki pospieszny (MP):
  - InterCity (niektóre),
  - Twoje Linie Kolejowe,
  - Musicregio,
  - Viaregio,
  - Interregio (dawniej);
- międzynarodowy pospieszny (MM):
  - InterCity,
  - Twoje Linie Kolejowe,
  - Regioekspres;
- wojewódzki krajowy pospieszny (in. osobowy przyspieszony) (RP):
  - Interregio,
  - OsP (m.in. KD, KS, KM),
  - Express Regionalny,
  - Superregio;
- wojewódzki krajowy osobowy (RO):
  - Regio,
  - Arriva Express
  - Os (m.in. KD, KS, KM)

## Tradycyjne kategorie pociągów w Polsce
Kategorie obowiązujące dawniej:
- osobowy – zatrzymuje się na wszystkich przystankach, najtańszy bilet
  - przyspieszony – zatrzymuje się na wybranych przystankach, cena biletu jak na osobowy
- pospieszny – zatrzymuje się wyłącznie na wybranych ważniejszych stacjach
  - pospieszny z miejscami rezerwowanymi – j.w., wymaga zakupienia biletu z miejscówką
  - hotelowy – nocny pospieszny, wyłącznie z wagonami sypialnymi i kuszetkami
- ekspresowy – podobnie jak pospieszny zatrzymuje się na wybranych stacjach, oferuje większy komfort.
  - InterCity – kategoria wprowadzona w latach 90., oznaczająca pociąg ekspresowy wyższej klasy (klimatyzacja, poczęstunek)
  - EuroCity – j.w. (bez poczęstunku), międzynarodowy